# Lepidophyma flavimaculatum
Espèce
Synonymes
- Poriodogaster grayii Smith in Gray, 1863
- Lepidophyma flavimaculatum obscurum Barbour, 1924
- Lepidophyma obscurum Barbour, 1924
- Lepidophyma smithii tehuanae Smith, 1942
- Lepidophyma anomalum Taylor, 1955
- Lepidophyma ophiophthalmum Taylor, 1955

Statut de conservation UICN

 LC  : Préoccupation mineure
Lepidophyma flavimaculatum est une espèce de sauriens de la famille des Xantusiidae.

## Répartition
Cette espèce est endémique dans le sud du Mexique et en Amérique centrale.

## Liste des sous-espèces
Selon The Reptile Database (16 avril 2012) :
- Lepidophyma flavimaculatum flavimaculatum Duméril, 1851
- Lepidophyma flavimaculatum ophiophthalmum Taylor, 1955
- Lepidophyma flavimaculatum tehuanae Smith, 1942
- Lepidophyma flavimaculatum tenebrarum Walker, 1955

## Publications originales
- Duméril & Duméril, 1851 : Catalogue méthodique de la collection des reptiles du Muséum d'Histoire Naturelle de Paris. Gide et Baudry/Roret, Paris, p. 1-224 (« texte intégral »(Archive.org • Wikiwix • Archive.is • Google • Que faire ?)).
- Smith, 1942 : Mexican herpetological miscellany. Proceedings of the United States National Museum, vol. 92, p. 349-395 (texte intégral).
- Taylor, 1955 : Additions to the known herpetological fauna of Costa Rica with comments on other species. No. II. Kansas University Science Bulletin, vol. 37, n. 1, p. 499-575 (texte intégral).
- Walker, 1955 : Two new lizards of the genus Lepidophyma from Tamaulipas. Occasional Papers of the Museum of Zoology, University of Michigan, n. 564, p. 1-10 (texte intégral).